# Ding Xuexiang
Ding Xuexiang är en kinesisk kommunistisk politiker på ledande nivå. Han är förste vice premiärminister i Folkrepubliken Kinas statsråd och ledamot i politbyråns ständiga utskott som nummer 6 i rangordningen.

## Karriär
Ding kommer från en enkel bakgrund och hade inget större kontaktnät i den nationella politiken.
När han arbetade inom kommunistpartiets lokalorganisation i Shanghai 2007 knöt han viktiga band till Xi Jinping som ledde till att han kallades till Peking i maj 2013 där han fick arbete inom centralkommitténs allmänna kontor. Ding är känd för sina administrativa färdigheter och för sin lojalitet till Xi Jingping, vilket gjorde att han valdes till politbyråns ständiga utskott på partiets 20:e kongress i oktober 2022.
I mars 2023 valde Nationella folkkongressen honom till förste vice premiärminister i Folkrepubliken Kinas statsråd, vilket innebär att han 
är ställföreträdare till premiärministern Li Qiang och har en bred portfölj med ansvarsområden i statsrådets arbete. Han är bland annat ordförande i den centrala ledningsgruppen för Hong Kong och Macao.